# Bernard Nieuwentyt
Bernard Nieuwentyt (né le 10 août 1654 à West-Graftdijk en Hollande-Septentrionale - mort le 30 mai 1718 à Purmerend) est un médecin et mathématicien néerlandais. En philosophie, il est disciple de Descartes et opposé à Spinoza. Il exerce les fonctions de bourgmestre de Purmerend et est membre des États de sa province. 
En 1694, il critique violemment le calcul infinitésimal de Leibniz par son manque de fondement logique, même s'il reconnaissait que ce nouveau calcul conduisait souvent au bon résultat.
Le plus connu de ses ouvrages est Le Véritable Usage de la contemplation de l'univers pour la conviction des athées et des incrédules, écrit en hollandais et publié à Amsterdam en 1715 (traduit en français par Noguez en 1725), qui a inspiré Chateaubriand pour son Génie du christianisme, ainsi que William Paley.

## Sources
- Marie-Nicolas Bouillet  et Alexis Chassang (dir.), « Bernard Nieuwentyt » dans Dictionnaire universel d’histoire et de géographie, 1878 (lire sur Wikisource)